# 天主圣三主教座堂 (沃特福德)
天主圣三主教座堂（Cathedral of the Most Holy Trinity）是天主教沃特福德暨利斯莫尔教区的主教座堂，位于爱尔兰芒斯特省城市沃特福德巴伦斯特朗街。该堂是爱尔兰宗教改革后最古老的一座天主教主教座堂，比1829年《天主教解放法》早了36年。

## 历史
该堂由建筑师约翰·罗伯茨于1793年设计，是爱尔兰宗教改革后最古老的一座天主教主教座堂，在托马斯·赫恩神父的指导下建造。罗伯茨还设计了基督教會座堂 (沃特福德)，据说他每天早上都会到场监督天主教主教座堂的施工，因在未完工建筑中感冒而身亡。

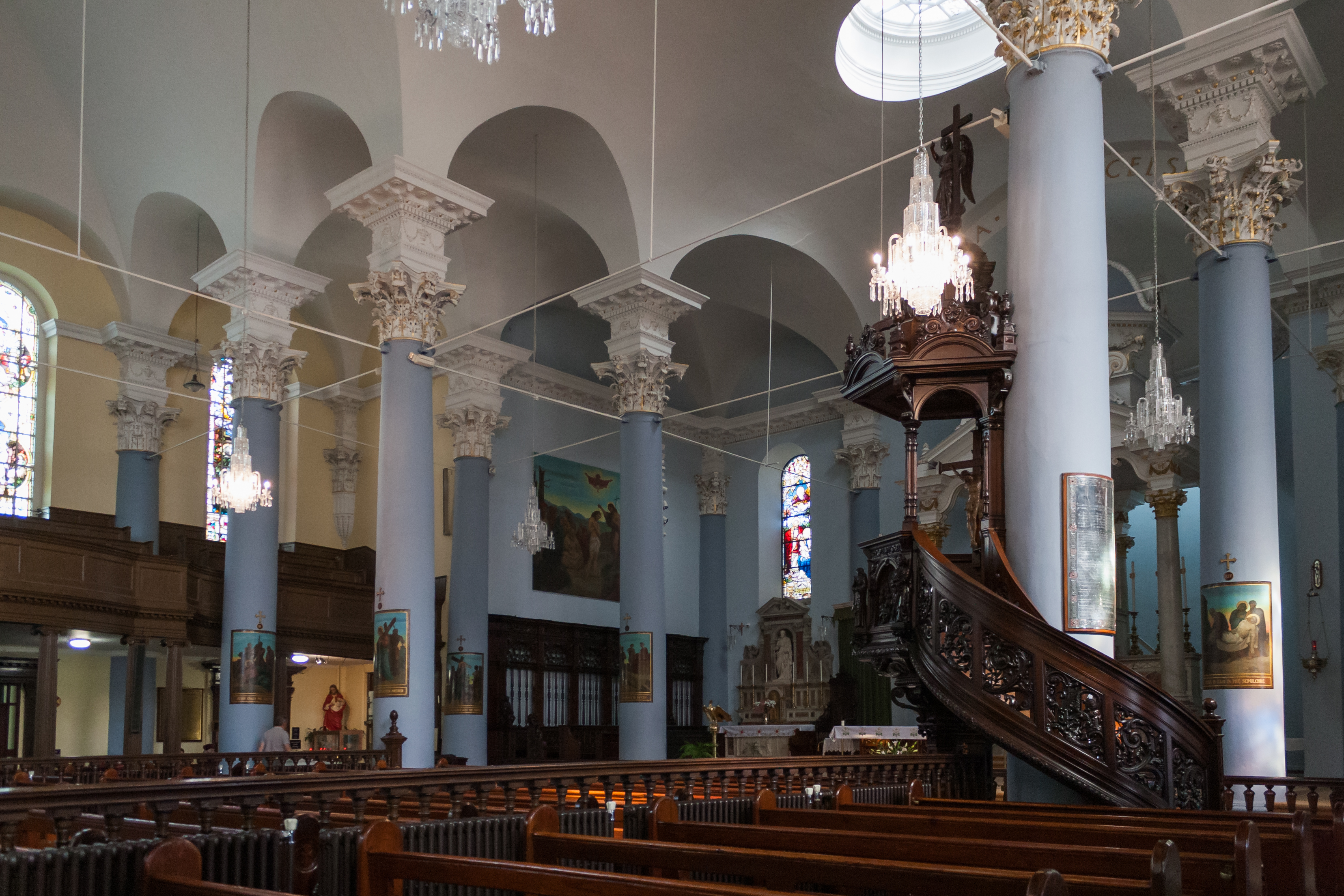
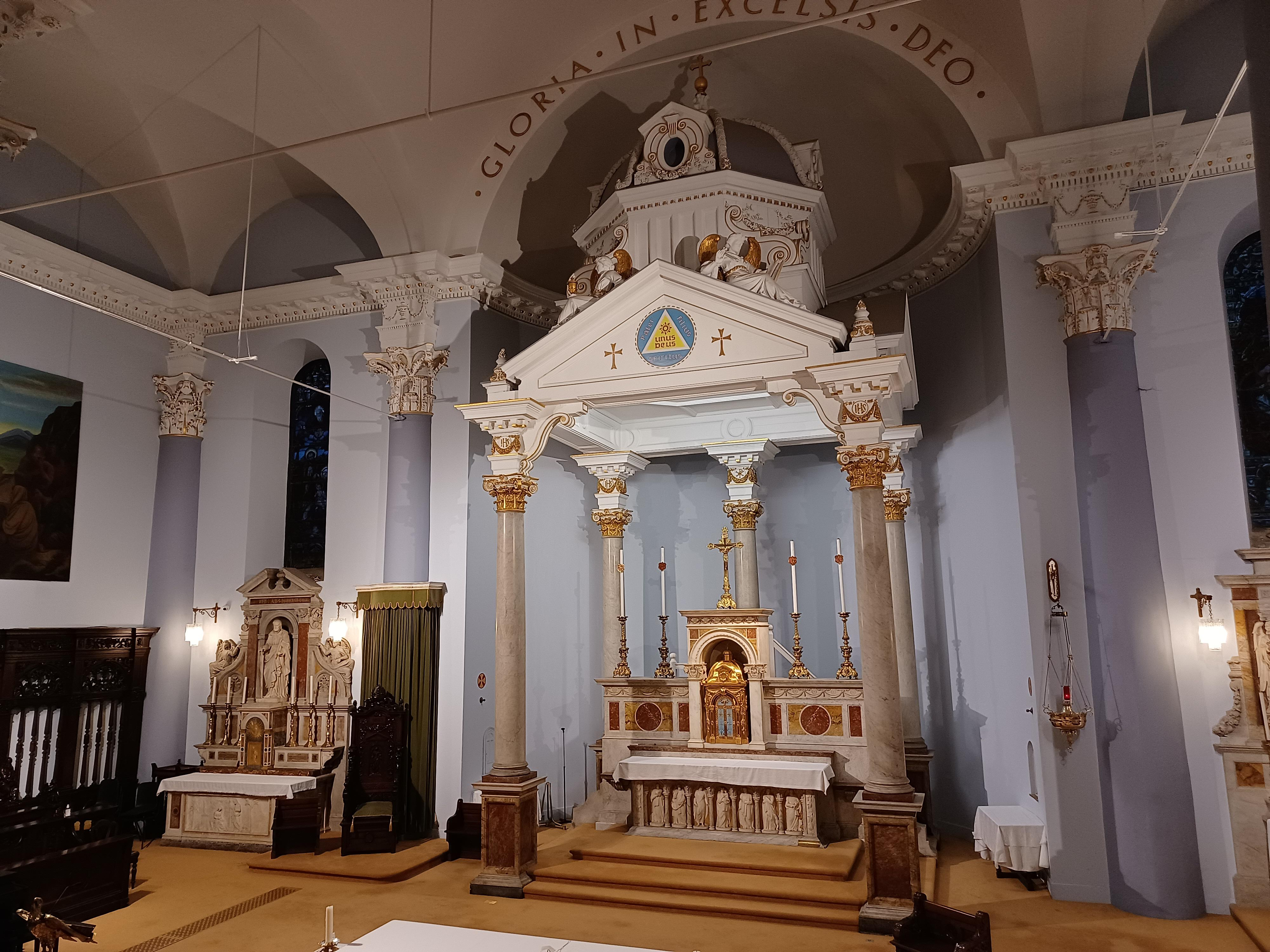
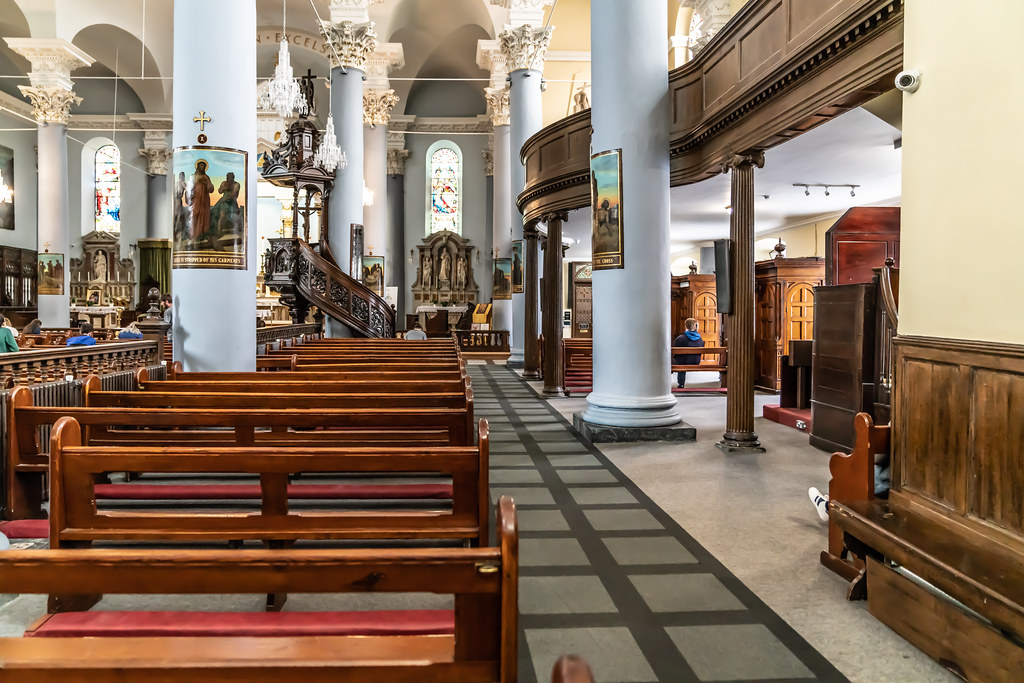